# Titularbistum Cyrene
Cyrene (ital.: Cirene) ist ein Titularbistum der römisch-katholischen Kirche. 
Es geht zurück auf einen untergegangenen Bischofssitz in der antiken Stadt Kyrene, die in der Spätantike in der römischen Provinz Libya Pentapolitana lag.
| Titularbischöfe von Cyrene |                                                |                                                        |                    |                    |
| Nr.                        | Name                                           | Amt                                                    | von                | bis                |
|                            | Johann von Ahlen OSA                           | Weihbischof im Erzbistum Köln                          | 1404               |                    |
| 1                          | Sigfried Piscator OP                           | Weihbischof in Mainz (Deutschland)                     | 7. März 1446       | 16. Oktober 1473   |
| 2                          | Dionysius OP                                   | Weihbischof in Mainz (Deutschland)                     | 15. Mai 1474       | 13. Oktober 1475   |
| 3                          | Matthias Emich OCarm                           | Weihbischof in Mainz (Deutschland)                     | 16. August 1476    | 24. Mai 1480       |
| 4                          | Heinrich Unkel OFM                             | Weihbischof in Köln (Deutschland)                      | 1481               | 22. Januar 1482    |
| 5                          | Johann Spender OFM                             | Weihbischof in Köln (Deutschland)                      | 4. November 1482   | 5. Dezember 1503   |
| 6                          | Theodor Wichwael OSA                           | Weihbischof in Köln (Deutschland)                      | 2. August 1504     | 3. März 1519       |
| 7                          | Quirin op dem Veld von Willich                 | Weihbischof in Köln (Deutschland)                      | 25. Oktober 1521   | 9. November 1537   |
| 8                          | Baltasar de Heredia OP                         | Weihbischof in Urgell (Spanien)                        | 11. Februar 1536   | 6. Juli 1541       |
| 9                          | Johann Nopel (der Ältere)                      | Weihbischof in Köln (Deutschland)                      | 29. Oktober 1539   | 6. Juli 1556       |
| 10                         | Pedro Gau OP                                   | Weihbischof in Urgell (Spanien)                        | 15. März 1542      | 1548               |
| 11                         | Juan Punyet OFM                                | Weihbischof in Urgell (Spanien)                        | 25. Oktober 1549   |                    |
| 12                         | Johann Pennarius OFM                           | Weihbischof in Köln (Deutschland)                      | 6. Oktober 1557    | 11. September 1563 |
| 13                         | Theobald Craschel                              | Weihbischof in Köln (Deutschland)                      | 5. Mai 1574        | 31. Juli 1587      |
| 14                         | Laurentius Fabritius                           | Weihbischof in Köln (Deutschland)                      | 23. März 1588      | 22. Juli 1600      |
| 15                         | Johann Nopel (der Jüngere)                     | Weihbischof in Köln (Deutschland)                      | 10. September 1601 | 6. Januar 1605     |
| 16                         | Theodor Riphan                                 | Weihbischof in Köln (Deutschland)                      | 30. August 1606    | 14. Januar 1616    |
| 17                         | Antonio Govea OSA                              |                                                        | 19. August 1611    | 1651               |
| 18                         | Gereon Otto Freiherr von Gutmann zu Sobernheim | Weihbischof in Köln (Deutschland)                      | 13. Juli 1616      | 25. September 1638 |
| 19                         | Stefano Giuseppe Menatti                       |                                                        | 28. Oktober 1686   | 18. September 1694 |
| 20                         | Giovanni Dominico Tomati                       |                                                        | 30. März 1700      | 23. März 1711      |
| 21                         | Prospero Marefoschi                            |                                                        | 1. Juni 1711       | 3. Februar 1721    |
| 22                         | Nicolas-Xavier Santamarie                      |                                                        | 16. September 1726 | 26. August 1776    |
| 23                         | Pier Luigi Galletti OSB                        |                                                        | 28. September 1778 | 13. Dezember 1790  |
| 24                         | Simone de Magistris CO                         |                                                        | 27. Februar 1792   | 6. Oktober 1802    |
| 25                         | Marcin von Siemieński                          | Weihbischof in Gniezno (Polen)                         | 8. März 1816       | 27. Mai 1831       |
| 26                         | Antonio Canzi                                  |                                                        | 20. Dezember 1867  |                    |
| 27                         | Pietro Cappellari                              | emeritierter Bischof von Concordia (Italien)           | 6. Mai 1881        |                    |
| 28                         | Louis-Nazaire Bégin                            | Koadjutorerzbischof von Québec (Kanada)                | 22. März 1892      | 12. April 1898     |
| 29                         | Felice Gialdini                                | emeritierter Bischof von Montepulciano (Italien)       | 28. November 1898  | 1903               |
| 30                         | Aurelio Briante OFM                            | Apostolischer Delegat, Apostolischer Vikar von Ägypten | 23. Juli 1904      | 18. Juli 1929      |
| 31                         | Amand-Théophile-Joseph Legrand CSC             | emeritierter Bischof von Dacca (Bangladesch)           | 9. November 1929   | 10. April 1937     |
| 32                         | James Francis Aloysius McIntyre                | Weihbischof in New York (USA)                          | 16. November 1940  | 20. Juli 1946      |
| 33                         | Antonio di Tommaso                             | emeritierter Bischof von Oria (Italien)                | 8. Februar 1947    | 2. März 1956       |
| 34                         | Valérien Bélanger                              | Weihbischof in Montréal (Kanada)                       | 16. März 1956      | 19. Februar 1983   |